# Land van Voorne

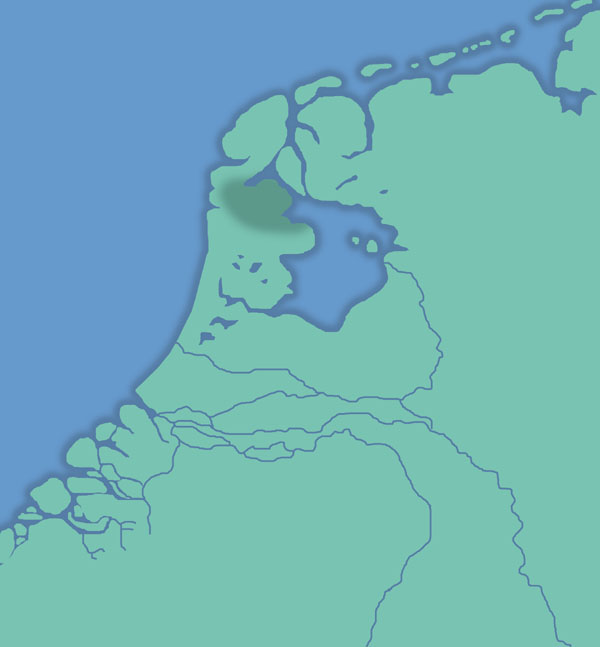
Nederland rond het jaar 1000. Volgens deze kaart zijn de eilanden Goeree, Schouwen, Duiveland, Tholen en enkele andere eilanden al los van het vasteland van Voorne.

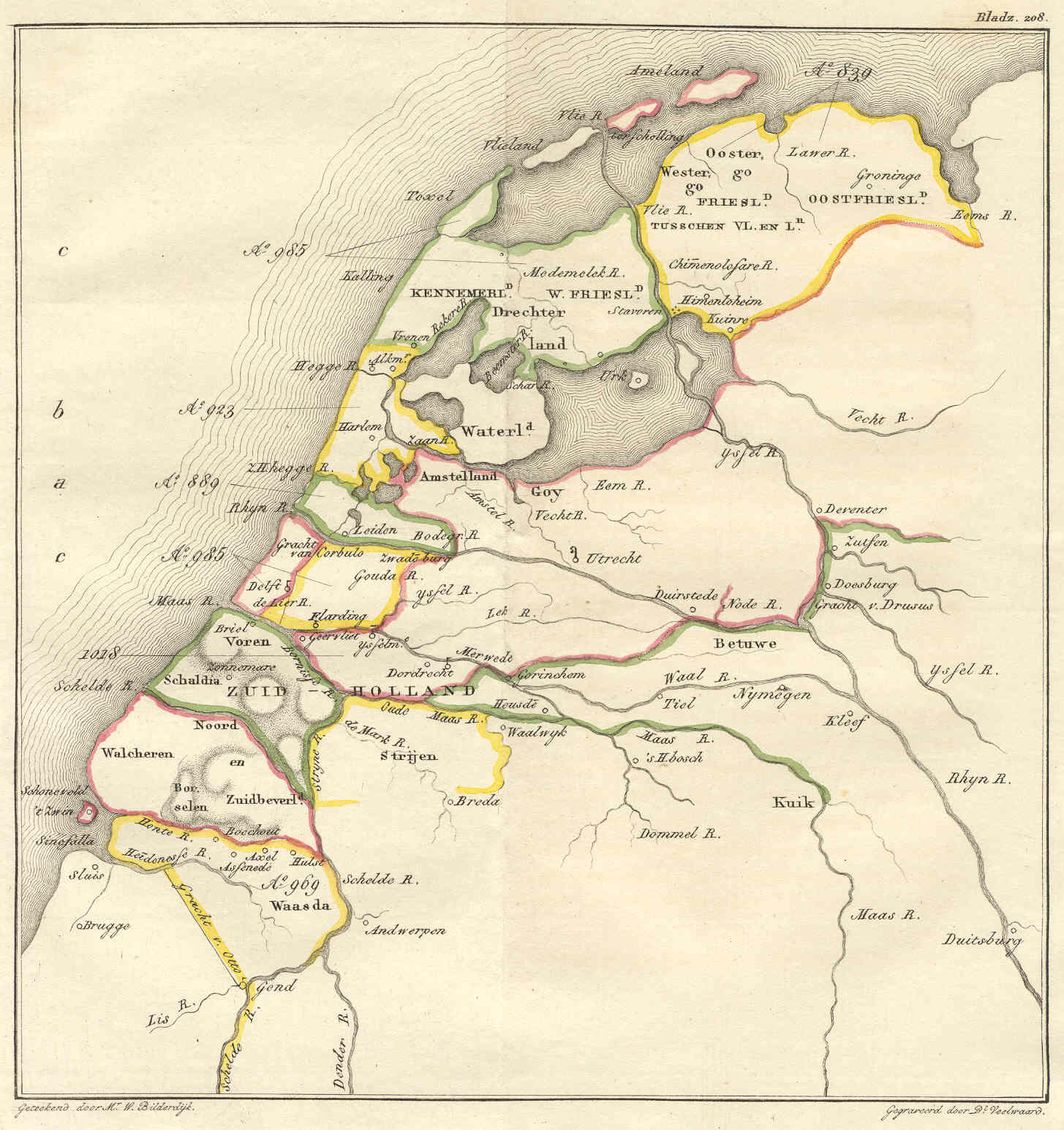
Bestuurlijke indeling van Nederland rond het jaar 1000 Volgens Willem Bilderdijk. Volgens deze kaart is Voorne (Vorne) te identificeren met de gouw Scalden of Scaldis (Schaldia)

Het land van Voorne van Zeeland was tot 1371 een zelfstandig gebied en na de verbinding met het graafschap Holland een baljuwschap binnen dat graafschap. Het historische land Voorne was groter dan het huidige eiland Voorne.
Sinds Dirk II van Zeeland Van Voorne (overleden 1227/9) waren de heren van Voorne tevens burggraaf van Zeeland.
De laatste heer van Voorne was de in 1337 overleden Gerard van Voorne. Zijn zoon Albrecht II van Voorne was al in 1331 overleden bij een toernooi in Engeland. Gerard verzocht in 1336 de gravin van Holland om na zijn dood de voogdij op zich te nemen over zijn kleindochter Janne. Deze Janne erfde via haar moeder in 1340 ook Bergen op Zoom, waarmee de mogelijkheid ontstond tot de vorming van een belangrijke macht aan de monding van de Maas. Janne huwde Jan van Valkenburg, een jongere broer van Dirk IV van Valkenburg die weer gehuwd was met Machteld van Voorne. De combinatie Valkenburg-Bergen op Zoom-Voorne hield echter geen stand. Janne van Voorne overleed in 1349 en haar tante Machteld van Voorne in 1372. Hierna kwam het land van Voorne in personele unie met het graafschap Holland. Dat Voorne niet als een deel van Holland werd beschouwd blijkt nog in 1559 bij de aanstelling van Willem van Oranje tot stadhouder. Hij wordt namelijk benoemd tot stadhouder van Holland, Zeeland, Utrecht, West-Friesland en Voorne. Voorne werd dus in één adem genoemd met de andere provincies.
De ambachtsheerlijkheden in het baljuwschap land van Voorne waren:
I. Oost-Voorne:
1. Oostvoorne
2. Rugge
3. Klein-Oosterland met Oud en Nieuw-Kleiburg
4. Rockanje
5. Sint Annapolder en het Schapengors
6. Nieuwenhoorn
7. Nieuwe Gote
8. Vierpolders
9. Nieuw Helvoet
10. Hellevoetsluis
11. De Quack
12. Oude- en Nieuwe Struiten
13. Oudenhoorn
14. Zwartewaal
15. Rozenburg (tot 1724 deel van Zwartewaal)

De hoge heerlijkheden Heenvliet, Abbenbroek en Naters vielen niet onder het gezag van de baljuw.
II. West-Voorne:
1. stad Goedereede
2. het oude land van Diepenhorst (met Ouddorp)
3. West-Nieuwland
4. Oude Oostdijk

III. Zuid-Voorne
1. Dirksland
2. Melissant
3. Herkingen
4. Roxenisse
5. Onwaard
6. Oude Kraaijerpolder
7. Nieuwe Kraaijerpolder

De heerlijkheid Grijsoord met Oude- en Nieuwe-Tonge was een afzonderlijk baljuwschap in personele unie met het baljuwschap Voorne. De vrije heerlijkheid Klinkerland viel niet onder het gezag van de baljuw.

## Boven Water
Hoe groot was het Land van Voorne eigenlijk en hoe zag het eruit?
Dat hangt samen met de vraag hoe groot het eiland Voorne toen was.
We weten dat het eiland vóór het jaar 1200 groter was dan het huidige Voorne. Het omvatte in elk geval het huidige eiland Voorne en het grootste deel van Goeree-Overflakkee. Die gebieden werden later aangeduid met de namen Westvoorne (Goeree) en Zuidvoorne (Flakkee).
Conventionele historische kaarten geven weinig soelaas. Volgens een kaart van Digischool bestaan Zeeland en Voorne rond 1100 eigenlijk niet. Afgezien van een aantal kleine eilandjes is er alleen water. Een deel van het huidige Voorne is ingetekend met de plaats Brielle erop. Over hoe het gebied er werkelijk uitzag zijn de opvattingen de laatste jaren sterk gewijzigd. Henk Berendsen publiceerde in 2005 een geologische kaart van Nederland rond het jaar 700. Als die kaart klopt dan neemt het grondgebied van Voorne spectaculair toe.
Dan zou het toenmalige eiland Voorne geheel het huidige Voorne, het grootste deel van Goeree-Overflakkee, geheel Schouwen-Duiveland en een deel van Tholen omvatten, inclusief de tussenliggende eilanden en wateren, die in die tijd voor het grootste deel land waren. Het zou het gehele gebied tussen de rivier de Maas, de (Ooster)schelde en de Bernisse, de Widele en de Striene beslagen hebben. Het eiland Voorne zou dan samengevallen zijn met Zeeland Beoostenschelde
We kunnen zeggen dat dr. Berendsen Voorne boven water heeft gehaald. 
Na 700 zijn er wel veranderingen geweest. De strandwal moet doorgebroken zijn ter hoogte van waar later de Grevelingen kwam te liggen. Daar zou de Sunnimeri  moeten liggen. De doorbraak ter hoogte van het huidige Haringvliet werd groter. Stormvloeden, zoals die van 1014 en 1134 richtten veel schade aan in het gebied. De genadeslag voor het oude Voorne kwam aan het begin van de 13e eeuw. Rond 1214 ontstond het Haringvliet als gevolg van een serie zware stormen en overstromingen. Ook de Grevelingen werd in die periode (“12e en 13e eeuw”) veel groter dan daarvoor
Een deel van de in de 13e eeuw ondergelopen gebieden is in de daarop volgende eeuwen door inpoldering of Indijking weer terug gewonnen.

## Losse eindjes
Deze visie op de omvang van Voorne verklaart een aantal historische gegevens die op de traditionele kaart ongerijmd lijken.
Op de nieuwe kaart lag de plaats Poortvliet op het huidige Tholen lang geleden op Voorne. Dat verklaart waarom de familie Van Voorne inderdaad Van Voorne kon heten, hoewel hun stamslot in Poortvliet lag.
Tolheffing bij Geervliet op het eiland Putten (Direct oostelijk van de plaats waar de Bernisse uitstroomt in de Maas, tegenover de meest noordoostelijke punt van Voorne) door graaf Floris III van Holland leidde tot een oorlog tussen Holland en Vlaanderen. Op de traditionele kaart konden schippers de tol eenvoudig ontwijken door langs de andere kant van Putten te varen voor de maasmond, of zuid langs het kleine Voorne om bij zee te komen. Op de nieuwe kaart waren ze gedwongen de rivier te volgen langs Geervliet. Die tolheffing leidde in 1167 tot het Verdrag van Brugge.
Ook een eerder geval van tolheffing door Dirk III van Holland in Vlaardingen rond het jaar 1018 zou zinloos zijn op de conventionele kaart. Schippers die de Maas op of af wilden zouden met een wijde boog om Vlaardingen heen kunnen varen. Die tolheffing leidde in 1018 tot de Slag bij Vlaardingen.
In de Romeinse Tijd noemt Julius Caesar in zijn Commentarii de bello Gallico de Schelde een zijrivier van de Maas Dat heeft in het verleden tot debat geleid. Men dacht dat hij zich “vergist” zou hebben. Caesars woorden zijn consistent met de moderne kaarten. Kennelijk vond hij de Striene een deel van de Schelde.